# 土曜日です おはよう大沢悠里です
『土曜日です おはよう大沢悠里です』（どようびです おはようおおさわゆうりです）とは、TBSラジオで放送されていたワイド番組である。
大沢はこの後平日昼間の『大沢悠里ののんびりワイド』を担当、その8年後からは午前中帯の『大沢悠里のゆうゆうワイド』を足掛け30年にわたって担当。2016年からは実に37年ぶりに土曜日にカムバックし、『大沢悠里のゆうゆうワイド土曜日版』を2022年3月末まで担当。

## 放送時間
毎週土曜日 6:00 - 7:00、7:40 - 9:05

※途中サラリーマンニュースショー 朝のファンファーレをフロート番組として放送するため中断。

## 出演
肩書は放送当時

### パーソナリティ
- 大沢悠里（TBSアナウンサー）
- 小鳩くるみ（童謡歌手、1973年10月 - 1979年3月）

### アシスタント
- 郷司淑子（TBSアナウンサー、1972年4月 - 9月）
- 岩崎直子（TBSアナウンサー、1972年10月 - 1973年9月）

## タイムテーブル
※1979年10月現在

### 第一部（6:00 - 7:00）
- 6:00 TBSニュース
- 6:15 悠里のおはよう民話
- 6:25 悠里のラジオで朝食を
- 6:30 かつ江と悠里の朝風呂問答
- 6:45 歌のない歌謡曲

### 第二部（7:40 - 9:05）
- 7:40 きょうは土曜日
- 7:45 ほのぼの家族
- 7:50 季節の話題
- 7:55 こどもの心
- 8:00 話題のアンテナ 日本全国8時です
- 8:20 話のサイドミラー
- 8:30 都民ニュース
- 8:35 ほがらか土曜日
- 8:50 悠里あらかると
- 8:55 週末あんな話こんな話
- 8:58 交通ニュース
- 9:00 TBSニュース・気象現況

| TBSラジオ 土曜日 6:00 - 9:05 | TBSラジオ 土曜日 6:00 - 9:05    | TBSラジオ 土曜日 6:00 - 9:05                                   |
| 前番組                       | 番組名                          | 次番組                                                         |
| ---------------------------- | ------------------------------- | -------------------------------------------------------------- |
| おはよう片山竜二です         | 土曜日です おはよう大沢悠里です | 6:00 秋元秀雄のビジネス最前線 6:30 山田二郎の土曜だワッショイ! |

| スタブアイコン | サブスタブ | この項目は、まだ閲覧者の調べものの参照としては役立たない、ラジオ番組に関連した書きかけの項目です。この項目を加筆・訂正などしてくださる協力者を求めています（P:ラジオ/PJ:放送番組）。 |